# Jef Coolen
Jef Coolen (Beerse, 7 oktober 1944 - Rijkevorsel, 29 januari 2016)) was een Belgische jazz-trompettist en bugelist.

## Biografie
Coolen speelde in verschillende bigbands en werkte met jazz-, maar ook popmusici, zoals Donna Summer. Hij was lid van het BRT Jazzorkest onder leiding van Etienne Verschueren en hij speelde mee op het album Belgian Swing Jazz 1935-1945 (1983). Hij was solist bij de bigband van René Beckers (On the Move), de BRT Big Band en het orkest van Max Greger. Ook toerde hij met Shirley Bassey, Julio Iglesias, Natalie Cole en Andy Williams. In de jazz speelde hij in de periode  1981-1986 mee op vijf opnamesessies.